# Гологоро-Кременецький кряж
Голого́ро-Кремене́цький кряж (східець) — крайня північно-західна, найбільш підвищена частина Подільської височини у межах Львівської, Тернопільської і (частково) Рівненської областей. 
Довжина кряжу бл. 170 км, висота 350—470 м. Спадає різким уступом (150—200 м) на півночі до котловини над Бугом, Стиром, Іквою й Горинню. Найбільша висота — 471 м (гора Камула — найвища точка Подільської височини). Кряж має вигляд плоских останцевих масивів, розчленованих річковими долинами, балками та ярами. Гологоро-Кременецький кряж знижується на південний схід, має чітко виражену асиметричну будову — стрімкий північний схил, заввишки 150—200 м, і пологий південний.

## Геологія
Гологірсько-Кременецький східець частково тектонічного походження. Під впливом ерозійних процесів унаслідок великої різниці денудаційних рівнів і малої відпірності гірських порід, з яких збудований (м'які крейдові шари,вапняки, мергелі, що на них залягають твердіші міоценові пісковики), перетворився на ерозійне нагір'я, вкрите лісами. Цьому також сприяє досить велика кількість атмосферних опадів (до 700 мм).

## Природа
Під широколистими дубово-грабово-буковими лісами на лесовидних суглинках і мергелях сформувалися ясно-сірі лісові ґрунти. Це район лісового і сільського господарства та рекреації.

## Районування
За природними особливостями кряж поділяється на окремі частини:
- західну частину (від Львова до Золочева) — Гологори,
- середню (по річку Ікву) — Вороняки,
- східну частину (по річку Горинь) — Кременецькі гори.